# Myszoskoczek
Myszoskoczek, myszoskocznik (Gerbilliscus) – rodzaj ssaków z podrodziny myszoskoczków (Gerbillinae) w obrębie rodziny myszowatych (Muridae).

## Rozmieszczenie geograficzne
Rodzaj obejmuje gatunki występujące w Afryce.

## Morfologia
Długość ciała (bez ogona) 85–196 mm, długość ogona 113–234 mm, długość ucha 12–34 mm, długość tylnej stopy 21–47 mm; masa ciała 20–195 g.

## Systematyka
Rodzaj zdefiniował w 1897 roku angielski zoolog Oldfield Thomas w artykule zatytułowanym „Wystawa małych ssaków zebranych przez pana Alexandra Whyte’a podczas jego wyprawy na płaskowyż Nyika i w góry Masuka, NR Nyasa”, opublikowanym w czasopiśmie Proceedings of the Zoological Society of London. Gatunkiem typowym jest (oznaczenie monotypowe) myszoskoczek zaroślowy (G. boehmi).

### Etymologia
- Gerbilliscus: rodzaj Gerbillus Desmarest, 1804 (myszoskoczka); łac. przyrostek zdrabniający -iscus[11].
- Taterona: wariant nazwy rodzaju Tatera Lataste, 1882 (gołostópka)[2]. Gatunek typowy (oryginalne oznaczenie): Gerbillus afra J.E. Gray, 1830.
- Gerbillurus: rodzaj Gerbillus Desmarest, 1804 (myszoskoczka); ουρα oura ‘ogon’[12]. Gatunek typowy (oryginalne oznaczenie): Gerbillus vallinus O. Thomas, 1918.
- Progerbillurus: gr. προ pro ‘blisko, w pobliżu’[13]; rodzaj Gerbillurus Shortridge, 1942 (myszoskocznik). Gatunek typowy: Gerbillus paeba A. Smith, 1836.
- Paratatera: gr. παρα para ‘blisko,  obok’[14]; rodzaj Tatera Lataste, 1882 (gołostópka). Gatunek typowy (oryginalne oznaczenie): Gerbillus tytonis Bauer & Niethammer, 1959.

### Podział systematyczny
Badania oparte na danych chromosomalnych i molekularnych stwierdzają, że Gerbilliscus nie jest monofiletyczny bez gatunków z rodzaju Gerbillurus; w takim ujęciu do rodzaju należą następujące występujące współcześnie gatunki:
| Grafika | Gatunek                  | Autor i rok opisu             | Nazwa zwyczajowa              | Podgatunki         | Rozmieszczenie geograficzne | Podstawowe wymiary                                  | Status IUCN |
| ------- | ------------------------ | ----------------------------- | ----------------------------- | ------------------ | --- | --------------------------------------------------- | ----------- |
|         | Gerbilliscus nigricaudus | (W.C.H. Peters, 1878)         | myszoskoczek czarnoogonowy    | 2 podgatunki       | somalijsko-masajskie sawanny w południowo-zachodniej Etiopii, południowo-zachodniej Somalii, Kenii i północno-wschodniej Tanzanii; zakres wysokości: do 1500 m n.p.m.                                          | DC: 13–19,3 cm DO: 17–21 cm MC: 80–195 g            | LC          |
|         | Gerbilliscus robustus    | (Cretzschmar, 1826)           | myszoskoczek frędzloogonowy   | gatunek monotypowy | południowo-wschodni Niger i Czad na wschód do Sudanu, Erytrei, Etiopii i Somalii; prawdopodobnie północno-wschodnia Nigeria, północny Kamerun i północna Kenia; zakres wysokości: – m n.p.m.                   | DC: 12–19 cm DO: 15,5–21 cm MC: 80–152 g            | LC          |
|         | Gerbilliscus phillipsi   | (de Winton, 1898)             | myszoskoczek krzewowy         | gatunek monotypowy | rozłączone populacje w Somalii, południowo-zachodniej Etiopii i zachodnio-środkowej Kenii | DC: 11,6–14,5 cm DO: 16,2–18,5 cm MC: bnrak danych  | LC          |
|         | Gerbilliscus vicinus     | (W.C.H. Peters, 1878)         |                               | gatunek monotypowy | Kenia i Tanzania; północne granice zasięgu nieznane | DC: 10,9–15,7 cm DO: 13,9–19,5 cm MC: 54–104 g      | NE          |
|         | Gerbilliscus guineae     | ([O. Thomas, 1910)            | myszoskoczek gwinejski        | gatunek monotypowy | Afryka Zachodnia, od Senegalu na wschód do środkowego Beninu | DC: 10,2–17,8 cm DO: 15,1–19,8 cm MC: 45–110 g      | LC          |
|         | Gerbilliscus giffardi    | (Wroughton, 1906)             |                               | gatunek monotypowy | rozproszone populacje we wschodniej Gwinei, Wybrzeżu Kości Słoniowej, Ghanie, południowo-zachodnim Nigrze i Beninie; prawdopodobnie szeroko rozpowszechniony                                                   | DC: około 14,5 cm DO: około 17,2 cm MC: około 111 g | NE          |
|         | Gerbilliscus gambianus   | (O. Thomas, 1910)             | myszoskoczek gambijski        | gatunek monotypowy | sahelo-sudańskie sawanny w zachodnim i południowym Senegalu, południowo-zachodnim Mali, południowo-wschodnim Nigrze i skrajnie zachodnio-centralnym Czadzie                                                    | DC: 12,5–19,6 cm DO: 13–17,5 cm MC: 61–193 g        | LC          |
|         | Gerbilliscus kempi       | (Wroughton, 1906)             | myszoskoczek sawannowy        | gatunek monotypowy | sahelo-sudańskie i gwinejskie sawanny od Gwinei i Senegalu na wschód do południowo-zachodniej Etiopii, zachodniej Kenii i północno-zachodniej Tanzanii                                                         | DC: 14–19 cm DO: 14,2–17,3 cm MC: 97–105 g          | LC          |
|         | Gerbilliscus leucogaster | (W.C.H. Peters, 1852)         | myszoskoczek białobrzuchy     | gatunek monotypowy | Angola na wschód przez południową Demokratyczną Republikę Konga do Tanzanii, na południe do północnej Południowej Afryki, Eswatini i Mozambiku (włącznie z wyspą Bazaruto); zakres wysokości: do 1600 m n.p.m. | DC: 8,9–15,5 cm DO: 12–17,5 cm MC: 32–114 g         | LC          |
|         | Gerbilliscus validus     | (du Bocage, 1890)             | myszoskoczek północny         | gatunek monotypowy | Angola, Demokratyczna Republika Konga, Uganda, Rwanda, Burundi, południowo-wschodnia Kenia, Tanzania, Zambia i północne Zimbabwe; prawdopodobnie Sudan, Sudan Południowy i Etiopia                             | DC: 13,5–19,5 cm DO: 11,5–18,6 cm MC: 90–160 g      | LC          |
|         | Gerbilliscus afer        | (J.E. Gray, 1830)             | myszoskoczek przylądkowy      | gatunek monotypowy | endemit Południowej Afryki (Prowincja Przylądkowa Zachodnia) | DC: 12,4–15,7 cm DO: 13,3–17,5 cm MC: 78–113 g      | LC          |
|         | Gerbilliscus brantsii    | (A. Smith, 1836)              | myszoskoczek zadżumiony       | 2 podgatunki       | południowo-wschodnia Angola, południowo-zachodnia Zambia, wschodnia Namibia, Botswana, zachodnie Zimbabwe, Południowa Afryka i Lesotho; odnotowany w północnym Zimbabwe i północnym Mozambiku                  | DC: 9,6–16,4 cm DO: 10,3–18,6 cm MC: 25–126 g       | LC          |
|         | Gerbilliscus inclusus    | (O. Thomas & Wroughton, 1908) | myszoskoczek aluwialny        | 3 podgatunki       | północno-wschodnia (Muheza) i południowa Tanzania, północny i środkowy Mozambik oraz zachodnie Zimbabwe | DC: 15,2–16,1 cm DO: 13,5–19,1 cm MC: 99–154 g      | LC          |
|         | Gerbilliscus boehmi      | (Noack, 1887)                 | myszoskoczek zaroślowy        | gatunek monotypowy | od południowej Ugandy i południowo-zachodnij Kanii na południe do wschodniej Angoli, północnego i wschodniego Zimbabwe oraz północno-zachodniego Mazambiku                                                     | DC: 13,9–17,9 cm DO: 19–23 cm MC: około 146 g       | LC          |
|         | Gerbilliscus paeba       | (A. Smith, 1836)              | myszoskocznik malutki         | 5 podgatunków      | Afryka Południowa, od południowej Angoli na wschód do Mozambiku i Zimbabwe oraz na południe do Południowej Afryki                                                                                              | DC: 8,5–10,5 cm DO: 10,2–12,5 cm MC: 20–37 g        | LC          |
|         | Gerbilliscus setzeri     | (Schlitter, 1973)             | myszoskocznik namibijski      | gatunek monotypowy | pustynia Namib w skrajnie południowo-zachodniej Angoli i północno-zachodniej Namibii | DC: 10,4–11,8 cm DO: 11,3–14,5 cm MC: 30–43 g       | LC          |
|         | Gerbilliscus vallinus    | (O. Thomas, 1918)             | myszoskocznik szczotkoogonowy | 2 podgatunki       | południowa Namibia i Południowa Afryka (Prowincja Przylądkowa Północna) | DC: 9,6–11 cm DO: 11,9–15,6 cm MC: 30–43 g          | LC          |
|         | Gerbilliscus tytonis     | (Bauer & Niethammer, 1959)    | myszoskocznik wydmowy         | gatunek monotypowy | endemit Namibii (od Swakopmund do Lüderitz); zakres wysokości: do 300 m n.p.m. | DC: 9–10,8 cm DO: 11,3–14,1 cm MC: około 25 g       | LC          |

Kategorie IUCN:  LC  – gatunek najmniejszej troski;  NE  – gatunki niepoddane jeszcze ocenie.
Opisano również gatunek wymarły w pliocenie dzisiejszej Tanzanii:
- Gerbilliscus winkleri Denys, 2011